# Gare +
Gare + est un projet de quartier d'affaires de 70 000 m2 situé à Angers, dans la région Pays de la Loire. Il se situe au centre du grand Ouest français à un emplacement stratégique à dimension régionale, nationale et internationale,. Il bénéficiera en 2013 de nombreuses infrastructures, en particulier la gare d'Angers-Saint-Laud, un accès direct au réseau routier du grand Ouest français et du tramway d'Angers.

## Histoire
Depuis sa restauration dans les années 2000, la gare d'Angers Saint-Laud accueille des activités tertiaires. Trois bâtiments, situés près du hall de la gare SNCF ont été construits de 2001 à 2005. Ils abritent les bureaux de l'assureur Médéric.
À la suite de ces aménagements, un grand projet baptisé « Gare + » a vu le jour en 2005. Il a pour but de remplacer les entrepôts industriels situés au sud de la gare et l'ancien site de la SERNAM par un ensemble de logements et de bureaux tertiaires.
Le projet s'échelonne sur plusieurs années. Il a commencé en avril 2010 par un diagnostic archéologique du secteur sud de la gare et par un appel à promoteur pour un projet de bâtiment phare au nord. Les constructions se termineront en 2015.

## Présentation

### Secteur nord
Le secteur nord du quartier comprend comme équipements principaux la gare d'Angers-Saint-Laud et la station Les Gares du tramway d'Angers.
Le secteur comprend également trois bâtiments tertiaires nommés Cristallis 1, 2 et 3 qui ont été construits en 2005 le long des quais de la gare, le parking Marengo se trouve à l'extrémité du bâtiment Cristallis 3 et la gare routière d'Angers.
L'ancien site de la SERNAM juxtaposé au parking Marengo connait actuellement un appel à promoteurs avec pour objectif de construire à la place de la grande halle un bâtiment phare pour identifier le quartier. Les premières constructions débuteront fin 2011.

### Secteur sud
Situé au sud de la voie de chemin de fer, le secteur sud est en construction en 2010. Il se composera de 7 îlots de bâtiments allant de trois à 10 niveaux. Il est également prévu un accès direct au secteur nord et la création d'une entrée sud pour la gare,.

## Chiffres du quartier[7]
- Jusqu'à 70 000 m2 de bureau dont 45 000 m2 compris dans une ZAC,
- 20 000 m2 de logement,
- 4 500 m2 de commerces,
- 1 300 m2 d'équipements.